# Xã Annieville, Quận Lawrence, Arkansas
Xã Annieville (tiếng Anh: Annieville Township) là một xã thuộc quận Lawrence, tiểu bang Arkansas, Hoa Kỳ. Năm 2010, dân số của xã này là 409 người.